# Oštri Vrh
Oštri Vrh falu Horvátországban, Bród-Szávamente megyében. Közigazgatásilag Staro Petrovo Selohoz tartozik.

## Fekvése
Bródtól légvonalban 39, közúton 45 km-re északnyugatra, Pozsegától   légvonalban 15, közúton 32 km-re délnyugatra, községközpontjától 2 km-re északra, Nyugat-Szlavóniában, a Pozsegai-hegység déli lejtőin, a Ribnjak-patak partján fekszik.

## Története
A régészeti leletek tanúsága szerint területe már a legrégibb idők óta lakott volt. Ezt igazolják az Oštri Vrh felett, a Pozsegai-hegység déli lejtőin előkerült kő, agyag és bronzleletek. Mivel a terület régészeti feltárása még nem történt meg erről a korról csak szórványos ismeretekkel rendelkezünk. A település neve birtokként 1412-ben tűnik fel először „possessio Oztroverh” alakban. 1491-ben „Oztrohegh” alakban szomszédos nemes emberek nevében és előnevében szerepel. A középkorban valószínűleg a pozsegai vár jobbágyai laktak itt, majd helyi nemesek birtoka volt. A térség az 1530-as években került török uralom alá. A török rögtön felismerte a hely stratégiai jelentőségét és vár építését határozta el. 1544-ben el is kezdődtek az építési munkálatok, de a keresztény sereg egyik betörése során a falakat lerombolta. Az építés ezután tovább folytatódott, de a felszabadító háborúk miatt sohasem fejeződött be.  
A térség 1691-ben szabadult fel a török uralom alól. 1698-ban a kamarai összeírásban nem szerepel a török uralom alól felszabadított szlavóniai települések között.  A török kiűzése után az új határ a Száva folyó lett. Boszniából, Likából, a Kordunból és Banijából a határ őrzésére horvát katolikusok és pravoszláv szerbek települtek ide. Lakói határőrszolgálatuk fejében földet kaptak és mentesültek az adófizetés alól. Békeidőben mezőgazdasággal, állattartással foglalkoztak. Az egyházi vizitáció szerint 1730-ban 10 katolikus ház állt a településen. Megemlítik, hogy a falu mellett a szőlőhegyek között találhatók a Szent László templom romjai. 1746-ban 12 házában 50 katolikus lakos élt. 1760-ban 13 házában 18 család élt 115 fővel. 1765-ben már állt a falu mellett a fából épített Szent László kápolna körülötte a falu temetőjével. 1766-ban a staro petrovo seloi plébánia része lett. Az 1780-as katonai leírás szerint 12 háza egy sorban helyezkedett el
Az első katonai felmérés térképén „Ostri Verh” néven található. A gradiskai ezredhez tartozott. Lipszky János 1808-ban Budán kiadott repertóriumában „Osztriverh” néven szerepel.  Nagy Lajos 1829-ben kiadott művében „Osztri Verh” néven 23 házzal, 129 katolikus vallású lakossal találjuk.  A katonai közigazgatás megszüntetése után 1871-ben Pozsega vármegyéhez csatolták. 
A falunak 1857-ben 89, 1910-ben 222 lakosa volt. Az 1910-es népszámlálás szerint lakosságának 85%-a horvát, 5-5%-a szerb és cseh anyanyelvű volt. Pozsega vármegye Újgradiskai járásának része volt. Az első világháború után 1918-ban az új szerb-horvát-szlovén állam, majd később (1929-ben) Jugoszlávia része lett. A település 1991-től a független Horvátországhoz tartozik. 1991-ben lakosságának 96%-a horvát nemzetiségű volt. 2011-ben 162 lakosa volt, akik mezőgazdasággal, állattartással foglalkoztak. 

## Lakossága
| Lakosság változása | Lakosság változása | Lakosság változása | Lakosság változása | Lakosság változása | Lakosság változása | Lakosság változása | Lakosság változása | Lakosság változása | Lakosság változása | Lakosság változása | Lakosság változása | Lakosság változása | Lakosság változása | Lakosság változása | Lakosság változása |
| ------------------ | ------------------ | ------------------ | ------------------ | ------------------ | ------------------ | ------------------ | ------------------ | ------------------ | ------------------ | ------------------ | ------------------ | ------------------ | ------------------ | ------------------ | ------------------ |
| 1857               | 1869               | 1880               | 1890               | 1900               | 1910               | 1921               | 1931               | 1948               | 1953               | 1961               | 1971               | 1981               | 1991               | 2001               | 2011               |
| 89                 | 95                 | 121                | 168                | 158                | 222                | 234                | 236                | 316                | 310                | 289                | 271                | 257                | 226                | 203                | 162                |

## Gazdaság
A helyi gazdaság alapja a mezőgazdaság, az állattartás és a turizmus. 

## Nevezetességei
Szent Vid tiszteletére szentelt római katolikus kápolnája 1940-ben épült. Előtte egy Szent László tiszteletére szentelt fakápolna állt itt, melyet 1765-ben említenek először, melyet 1908-ban az új építése előtt bontottak le. A régi kápolnából csak egy Szent Imre szobor maradt meg. Az új kápolna csak rövid ideig szolgált, mert 1940-ben már felépítették a ma is álló épületet. Ünnepe egyben a falu napja június 15. utáni vasárnap van.